# نسودی
نسودی (بسودی) برابر شاهنامه طبقهٔ کشاورزان را می‌گفتند. یکی از طبقات چهارگانهٔ ایران بوده که کاتوزیان، نیساریان، نسودی و اهنوخوشی باشند. گویند جمشید طوایف را بر چهار قسم کرد اول را کاتوزی نامید و گفت که در کوه‌ها و غارها مکان کنند و به عبادت خدا و کسب علوم مشغول باشند. دوم را نیساری خواند و گفت سپاهیگری بیاموزند و سوم را نسودی نام کرد و حکم کرد که کشت و زرع کنند و چهارم را اهنوخوشی لقب داد و گفت به انواع حرفه‌ها بپردازند. .

## نسودیان در شاهنامه
سومین طبقه از طبقات اجتماعی ایران دوران جمشید، شامل بود از کشاورزان، برزگران و کسانیکه در امور زراعت، باغبانی، صیفی‌کاری و دیگر حرفه‌های مشابه اشتغال داشتند. شاهنامه ایشان از گروهی برمی‌شمارد که از بازوی خویش نان می‌خورند و بخاطر شکم پیش دیگران دست نیاز دراز نمی‌کنند و سرزنش نمی‌شوند. ابیات زیر شامل حال این گروه اجتماعی است:
| بسودی سه دیگر گُره را شناس   |  | کجا نیست از کس بریشان سپاس |
| بکارند و ورزند و خود بدروند |  | به گاه خورش سرزنش نشنوند   |
| ز فرمان تن آزاده و ژنده پوش |  | ز آواز پیغاره آسوده گوش    |
| تن آزاد و آباد گیتی بروی    |  | بر آسوده از داور و گفتگوی  |